# Clean Clean
«Clean Clean» es el tercer sencillo del grupo británico The Buggles, perteneciente a su primer álbum de estudio, The Age of Plastic. Fue publicado el 24 de marzo de 1980 y alcanzó el puesto número 38 en la lista de sencillos del Reino Unido.
- Datos: Q5130434